# Carinodes bispinus
Carinodes bispinus là một loài tò vò trong họ Ichneumonidae.